# Stefan Hajdin
Stefan Hajdin (in serbo Стефан Хајдин?; Glina, 15 aprile 1994) è un calciatore serbo, difensore del Napredak Kruševac.

## Caratteristiche tecniche
È un terzino sinistro.

## Carriera

### Club
È cresciuto nelle giovanili di Stella Rossa e Zemun.

## Palmarès

### Club

#### Competizioni nazionali
- Campionato serbo: 2

Stella Rossa: 2017-2018, 2018-2019